# Apodemia
Apodemia is een geslacht van vlinders uit de familie van de prachtvlinders (Riodinidae), onderfamilie Riodininae.
Apodemia werd in 1865 voor het eerst wetenschappelijk beschreven door C. & R. Felder.

## Soorten
Apodemia omvat de volgende soorten:
- A. caliginea (Butler, 1867)
- A. castanea (Prittwitz, 1865)
- A. chisosensis Freeman, 1964
- A. duryi (W. Edwards, 1882)
- A. hepburni Godman & Salvin, 1886
- A. hypoglauca (Godman & Salvin, 1878)
- A. mejicanus (Behr, 1865)
- A. mormo C. & R. Felder, 1859
- A. multiplaga Schaus, 1902
- A. murphyi Austin, 1989
- A. nais (W. Edwards, 1877)
- A. palmerii (W. Edwards, 1870)
- A. paucipuncta Spitz, 1930
- A. phyciodoides Barnes & Benjamin, 1924
- A. stalachtioides Butler, 1867
- A. stellidia Schaus, 1902
- A. virgulti (Behr, 1865)
- A. walkeri Godman & Salvin, 1886